# Kit Hood
Kit Hood (* 1943; † 19. Januar oder 20. Januar 2020 in Nova Scotia) war ein kanadischer TV-Regisseur, Autor und Filmproduzent.
Hood war ein Redakteur für die Walt Disney Productions in London, bevor er im Jahr 1969 nach Kanada auswanderte. In den frühen 1970er Jahren war er aktiv in der Bearbeitung von TV-Werbespots.
Als Mitglied der Toronto Film Co-operative traf er Linda Schuyler und half ihr, einen Film für die Toronto Schule über Kinder mit Migrationshintergrund zu drehen. Nach dem Erfolg dieses Projekts gründeten Hood und Schuyler die Produktionsfirma „Spiel mit der Zeit“. Den Namen hatten sie ihrer ersten Dokumentation Jimmy – Spiel mit der Zeit (1979) entliehen.
Schuyler trennte sich später von Hood und hat die Produktionsfirma Epitome Pictures gegründet. Im Jahr 1997 führte Hood Regie in dem Kinderfilm Maddy tanzt auf dem Mond. In diesem Film hatte die damals noch unbekannte Elisha Cuthbert ihre erste Filmrolle.

## Filmografie

### Filme
- Maddy tanzt auf dem Mond (1997) – Darsteller: Nathalie Vansier, Michael Yarmush
- King of 3/4 Time (1996) – Darsteller: Michael Riley, Derek Senft

### TV-Serien
- School’s Out – Starring: Pat Mastroianni, Stacie Mistysyn
- Degrassi High
- Degrassi Junior High
- The Kids of Degrassi Street

### Dokumentation
- Jimmy – Spiel mit der Zeit (1979)